# Nørre Lyndelse
Nørre Lyndelse är en tätort i Fåborg-Midtfyns kommun i Region Syddanmark i Danmark. Tätorten har 2 325 invånare (2024). Den ligger på Fyn, cirka 9 kilometer nordväst om Ringe.